# Санников, Сергей Викторович
Серге́й Викторович Са́нников (укр. Сергі́й Ві́кторович Са́нніков; род. 5 октября 1950, Одесса, УССР, СССР) — украинский религиозный деятель, богослов, историк христианства и евангельско-баптистского движения. Баптистский пастор, проповедник и капеллан. Доктор служения, доктор философских наук (2018), доцент кафедры библейских и богословских исследований Одесской богословской семинарии, старший научный сотрудник Центра исследования религий Национального педагогического университета имени М. П. Драгоманова.

## Биография
В 1989 году стал основателем первой в Советском Союзе Библейской школы евангельских христиан-баптистов (ЕХБ). В 1991 г. был назначен ректором первой семинарии ЕХБ в Москве, однако в силу политической нестабильности семинария переехала в Одессу и после распада СССР, стала Одесской богословской семинарией, соединившись с Библейской школой. С 1997 по 2011 г. – один из организаторов и исполнительный директор Евро-Азиатской аккредитационной ассоциации (ЕААА), с 2011 по 2017 г. – президент ЕААА. С 2017 года — старший научный сотрудник Центра исследования религий Национального педагогического университета им. М. П. Драгоманова, член специализированного диссертационного совета Д 26.053.21.
24 сентября 2018 года в Национальном педагогическом университете имени М. П. Драгоманова защитил диссертацию на соискание учёной степени доктора философских наук по теме «Феномен водного крещения в контексте современной баптистской сакраментологии» (специальность 09.00.14 — богословие); научный консультант — доктор философских наук Р. П. Соловий; официальные оппоненты — доктор философских наук, профессор П. Ю. Саух, доктор философских наук, профессор И. В. Голубович и доктор философских наук, профессор Г. Д. Панков. Диссертация посвящена процессам, происходящим на границе трансцендентного и имманентного. В ней осуществлен целостный критический анализ феномена водного крещения в контексте современной баптистской сакраментологии и открыты новые перспективы для понимания крещения на языке энкаунтера.
Фулбрайтовский стипендиат, преподававший в течение 2004-05 учебного года в Тихоокеанском университете Фрезно. С 2011 по 2015 гг. член Исполнительного комитета Европейской баптистской федерации, член Наблюдательного Совета Содружества европейских евангелических теологов. Доцент кафедры библейских и богословских исследований Одесской богословской семинарии. Преподаватель истории христианства, патристики, богословия баптизма. Основатель и на протяжении 30 лет главный редактор альманаха «Богомыслие», главный редактор Славянского библейского комментария, член редакционной коллегии журнала "Українське релігієзнавство. Автор многочисленных публикаций, в том числе двухтомника «Двадцать веков христианства» и серии книг «Начатки учения», которые используются при подготовке к водному крещению в евангельских церквах. В 2020 г. в честь 70-летия С.В. Санникова коллеги подготовили сборник статей "Встречаясь с тайною" и провели юбилейную конференцию.

## Семья
Жена — Санникова Татьяна Васильевна, кандидат педагогических наук, защитившая в 2005 г. первую на Украине диссертацию по христианской этике. Имеют двоих детей и троих внуков.

## Научные труды
- История баптизма, ред. и сост. С. В. Санников т. 1 – Одесса, Богомыслие, 1996.
- Обзор истории евангельско-баптистского братства на Украине. Одесса: Богомыслие, 2000. В соавторстве с Юрием Решетниковым. 246 с.
- Двадцать веков христианства: учебное пособие в двух томах. Одесса: Богомыслие, Одесская богословская семинария, 2001. — Т.1. Первое тысячелетие — ISBN 5-7454-0558-9; Т.2. Второе тысячелетие — ISBN 5-7454-0559-7
- Кто? Что? Где? в истории христианства: симфония к книге «Двадцать веков христианства». Одесса: Богомыслие, Одесская богословская семинария, 2002. 206 с.
- Огляд історії християнства. К.: Світ знань, 2007. – 720 с. ISBN 978-966-7742-19-5
- The effectiveness of theological education in Ukraine. Odessa: Overseas Council International, Euro-Asian Accrediting Association, 2007. 100 p.
- A dictionary of European Baptist life and thought / general editor John H.Y. Briggs, foreword by David Coffey. Milton Keynes, Colorado Springs, Hyderabad: Paternoster, 2009. xxiii, 541 p. — ISBN 978-1-84227-535-1 (pbk.)
- Подготовка к крещению. Для церквей евангельской традиции. СПб.: Библия для всех, 2009. 528 стр., тв. пер. — ISBN 978-5-7454-1188-5; К.: Книгоноша, 2016. – 504 с. ISBN 978-617-7248-28-5
- Популярная история христианства. К.: Саммит-книга, 2011. — 480 с. — ISBN 978-966-7889-83-8; Библейская лига, Россия, 2013 – 480 с. – ISBN 978-5-98431-082-6
- «Менно Симонс и анабаптисты», ред. и сост. С. В. Санников, Штайнхаген: Заменкорн, 2012, стр. 450. — ISBN 978-3-86203-069-9
- Санников С. В. Фундамент. Курс начального богословия. — Третье. — Одесса, 2012. — 544 с. Библейская лига, Россия, 2013 – 512 с. ISBN 978-5-98431-084-0
- Сергей Санников. История христианства для детей. — с цветными иллюстрациями. — Саммит-книга, 2016. — 152 с. — ISBN 978-617-7350-25-4.
- Славянский библейский комментарий / Редкол.: С.В. Санников (гл. редактор). – К.: ЕААА, Книгоноша, 2016. – 1840 с. ISBN 978-617-7248-36-0; М.: ЕААА, Библейская лига, 2016. – 1840 с.
- Санніков С. В. Баптизм. Богословський портрет // Реформація в Україні. Поширення раннього протестантизму і становлення баптизму / За ред. А. М. Колодного, П. Л. Яроцького – К.: Саміт-Книга, 2017. – С. 221-281. ISBN 978-616-7560-20-2
- Сергей Санников. Знаки присутствия. Водное крещение. Крещение в контексте баптистской сакраментологии. – К.: Дух і літера[укр.], 2019. – 619 с. – ISBN 978-966-378-668-1; СПб.: Библия для всех, 2019. – 615 c. – ISBN 978-5-7454-1538-8
- Sannikov S. A Holistic Approach to Water-Baptism: An Eastern European Perspective //Baptist Sacramentalism 3. – Wipf and Stock Pub., 2020. – 210 с. ISBN 978-1-7552-8608-5
- Знаки Присутствия: Вечеря Господня в контексте баптистской сакраментологии. – Одесса, ОБС, 2023. – 864 с.
- Знаки присутності: Вечеря Господня в контексті баптистської сакраментології. – Duch i Litera, 2023.
- Характер и датировка Тайной Вечери. – Одесса, ОБС, 2022.
- Знаки Присутствия. Церковные священнодействия: Крещение, Вечеря, Рукоположение. – Одесса, ОБС, 2024.
- Огляд історії християнства. Навч. посібник. – Одеса, ОБС, 2024.
- Церковные священнодействия: бракосочетание, молитва над детьми, молитва с елеопомозанием, Одесса, ОБС, 2025.
- S. Sannikov, ‘The Bible as the Foundation of Life: Sacramental Realism’, in Be Focused...Use Common Sense...Overcome Excuses and Stupidity, Theological Commission of the World Evangelical Alliance, vol. 22, World of Theology Series (Bonn: Verlag für Kultur und Wissenschaft Culture and Science Publ., 2022), 449-60.
- Центральноазиатский библейский комментарий / Редкол.: С.В. Санников, П.Ф. Пеннер (гл. редакторы) – Спб, Библия для всех, 2023. – 1941с. 978-5-7454-1752-8
- Более подробный список публикаций см. на сайте Академия